# Денис Робинс
Денис Робинс (на английски: Denise Robins) е изключително плодовита британска писателка на бестселъри в жанра любовен роман. Пише и под псевдонимите Денис Честъртън (Denise Chesterton), Ашли Френч (Ashley French), Хариет Грей (Harriet Gray), Харви Хамилтън (Hervey Hamilton), Джулия Кейн (Julia Kane) и Франческа Райт (Francesca Wright).

## Биография и творчество
Денис Наоми Клайн Робинс е родена на 1 февруари 1897 г. в Лондон, Англия. Баща ѝ Херман Клайн е професор по музика, музиковед и журналист, а майка ѝ Катлийн Кларис Луиз Корнуел е известна писателка. Има двама братя и доведена сестра. Когато е на 4 години майка ѝ се развежда и се жени отново за по-младия Хърбърт Бъркли. Живеят в продължение на няколко години в САЩ, а от 1908 г. се установяват в Лондон.
След завършване на училище започва работа в издателската компания „D. C. Thomson & Co“. Бързо започва да върви по стъпките на майка си и публикува първия си роман „Love's Broken Idol“ през 1918 г. под псевдонима Денис Честъртън. През същата година се омъжва за Артур Робинс. Имат три дъщери – Ева Луиз, Патриша и Ан Елинор. Развеждат се през 1938 г. През 1939 г. среща в Египет и се омъжва за втория си съпруг О'Нийл Пиърсън.
Докато отглежда децата си продължава да пише, посвещавайки се изцяло на писателската си кариера. През 1924 г. излиза следващият ѝ роман „The Marriage Bond“ под името Денис Робинс. В следващите години пише неуморно общо над 160 романа, като под името си, което запазва и след втория си брак, така и под различни псевдоними. През 1927 г. се свързва с издателство „Майлс и Буун“ и става един от най-продаваните им автори. През 1935 г. преминава към издателство „Никълсън и Уотсън“ заради по-добро заплащане.
Произведенията на писателката са преведени на над 15 езика и са издадени в над 100 милиона екземпляра по света.
През 1960 г., заедно с писатели като Барбара Картланд, Вивиан Стюарт, Катрин Куксън и др., основава Асоциацията на писателите на романси. Става първият ѝ председател за периода 1961-1966 г.
Денис Робинс умира на 1 май 1985 г. в Хейуърдс Хийт, Съсекс, Англия. Дъщеря ѝ Патриша Робинс също е известна писателка.

## Произведения

### Самостоятелни романи
- The Marriage Bond (1924)
- Sealed Lips (1924)
- The Inevitable End (1927)
- Jonquil (1927)
- The Triumph of the Rat (1927)
- Desire Is Blind (1928) – издадена и като „Bride of Revenge“
- The Passionate Flame (1928)
- White Jade (1928)
- Women Who Seek (1928)
- The Dark Death (1929)
- The Enduring Flame (1929)
- Heavy Clay (1929)
- Love Was a Jest (1929)
- And All Because (1930)
- Swing of Youth (1930)
- The Lonely Heart (1930)
- Crowns, Pounds, and Guineas (1931)
- Fever of Love (1931)
- Lovers of Janine (1931)
- One Night in Ceylon (1931)
- Second Best (1931)
- Blaze of Love (1932)
- The Boundary Line (1932)
- The Secret Hour (1932)
- Gay Defeat (1933)
- Men Are Only Human (1933)
- Shatter the Sky (1933)
- Strange Rapture (1933)
- Brief Ecstasy (1934)
- Never Give All (1934)
- Slave Woman (1934)
- Sweet Love (1934)
- All This for Love (1935)
- Climb to the Stars (1935)
- How Great the Price (1935)
- Life and Love (1935)
- Murder in Mayfair (1935)
- Love Game (1936)
- Those Who Love (1936)
- Were I thy bride (1936)
- Kiss of Youth (1937)
- Set Me Free (1937)
- The Tiger in Men (1937)
- The Restless Heart (1938)
- Since We Love (1938)
- You Have Chosen (1938)
- Chain of Love (1939)
- Dear Loyalty (1939)
- Gypsy Lover (1939) – издадена и като „Romany Lover“
- I, Too, Have Loved (1939)
- Officer's Wife (1939)
- Island of Flowers (1940)
- Little We Know (1940)
- Set the Stars Alight (1940)
- Sweet Sorrow (1940)
- To Love Is to Live (1940)
- If This Be Destiny (1941)
- Winged Love (1941)
- This One Night (1942)
- War Marriage (1942)
- What Matters Most (1942)
- The Changing Years (1943)
- Daughter Knows Best (1943)
- Dust of Dreams (1943)
- Escape to Love (1943)
- This Spring of Love (1943)
- War changes Everything (1943)
- Give Me Back My Heart (1944)
- How to Forget (1944)
- Never Look Back (1944)
- Desert Rapture (1945)
- Love so Young (1945)
- All for You (1946)
- Separation (1946)
- The Story of Veronica (1946)
- Forgive Me, My Love (1947)
- More Than Love (1947)
- Could I Forget (1948)
- The Feast is Finished (1948)
- Greater Than All (1948)
- Khamsin (1948)
- Love Me No More (1948)
- To Love Again (1949)
- The Uncertain Heart (1949)
- The Hard Way (1949)
- Love Hath an Island (1950)
- The Madness of Love (1950)
- Heart of Paris (1951)
- Infatuation (1951)
- Only My Dreams (1951)
- Second Marriage (1951)
- Something to Love (1951)
- The Other Love (1952)
- Strange Meeting (1952)
- The First Long Kiss (1953)
- My True Love (1953)
- The Long Shadow (1954)
- The Unshaken Loyalty (1954)
- Venetian Rhapsody (1954)
- Bitter-Sweet (1955)
- All That Matters (1956)
- The Enchanted Island (1956)
- Loving and Giving (1956)
- Bride of Violence (1957)
- The Noble One (1957)
- The Seagull's Cry (1957)
- Chateau of Flowers (1958)
- The Untrodden Snow (1958)
- Do Not Go, My Love (1959)
- We Two Together (1959)
- Arrow in the Heart (1960)
- The Unlit Fire (1960)
- I Should Have Known (1961)
- A Promise is for Ever (1961)
- Put Back the Clock (1962)
- Mad Is the Heart (1963)
- Nightingale's Song (1963)
- Reputation (1963)
- Meet Me in Monte Carlo (1964)
- Moment of Love (1964)
- Once Is Enough (1965)
- The Strong Heart (1965)
- The Crash (1966)
- Lightning Strikes Twice (1966)
- Love Is Enough (1966)
- O Love! O Fire! (1966)
- Forbidden (1967)
- House of the Seventh Cross (1967)
- Wait for Tomorrow (1967)
- House By the Watch Tower (1968)
- Laurence, My Love (1968)
- The Price of Folly (1968)
- Two Loves (1968)
- When a Woman Loves (1968)
- Love and Desire and Hate (1969)
- A Love Like Ours (1969)
- Sweet Cassandra (1970)
- Under the Sky (1970)
- The Snow Must Return (1972)
- Twice I Have Loved (1973)
- The Other Side of Love (1973)
- Twice Have I Loved (1973)
- The Wild Bird (1974)
- Dark Corridor (1974)
- Australian Opal Safari (1974)
- The Cyprus Love Affair (1974)
- Betrayal (1976)
- It Wasn't Love (1976)
- Come Back, Yesterday (1976)
- Family Holiday (1978)
- Fauna (1978)
- Let Me Love (1979)
- Love's Triumph (1983)
- Princess Passes (1983)
- For the Sake of Love (1985)
- Masquerade of Love (1985)
- Life's a Game (1985)
- The Enchantress (1987)
- The Woman's Side of It (1988)
- The Gilded Cage (1998)
- Illusion of Love (2000)

### Сборници
- Heat Wave (1930) – с Роланд Пъртуий
- Love Poems, and others (1930)
- One Night in Ceylon, and others (1931)
- Light the Candles (1957)
- Love, Volume I (1979)
- Love, Volume II (1980)
- Love, Volume III (1980)
- Love, Volume IV (1980)
- Love, Volume V (1980)
- Love, Volume VI (1980)
- Love, Volume VII (1980)
- Love, Volume VIII (1980)
- Love, Volume IX (1980)
- Love, Volume X (1980)

### Документалистика
- Stranger Than Fiction (1965)

### Филмография
- 1931 The Road to Singapore – по романа „Heat Wave“, с участието на Уилям Пауъл и Дорис Кениън

### Като Денис Честъртън

#### Самостоятелни романи
- Love's Broken Idol (1918)
- Christmas Roses (1942)
- What Wendy Did (1942)
- When Love Called (1942)
- Queen of the Roses (1943)

### Като Харви Хамилтън

#### Самостоятелни романи
- Family Holiday (1937)
- Figs in Frost (1946)

### Като Ашли Френч

#### Самостоятелни романи
- Once Is Enough (1953)
- The Bitter Core (1954)
- Breaking Point (1956)

### Като Франческа Райт

#### Самостоятелни романи
- Лукреция, The Loves of Lucrezia (1953) – издадена и като „Lucrezia“
- She Devil (1970) – издадена и като „Jezebel”

впоследствие тези романи са преиздадени под истинското ѝ име

### Като Хариет Грей

#### Самостоятелни романи
- Gold for the Gay Masters (1954)
- Bride of Doom (1956)
- Bride of Violence (1957)
- The Flame and the Frost (1957)
- Dance in the Dust (1959)
- My Lady Destiny (1961)

### Като Джулия Кейн

#### Самостоятелни романи
- Dark, Secret Love (1962)
- The Sin Was Mine (1964)
- Time Runs Out (1965)